# Federazione calcistica del Nicaragua
La Federazione calcistica del Nicaragua, ufficialmente Federación Nicaragüense de Fútbol, fondata nel 1931, è il massimo organo amministrativo del calcio in Nicaragua. Affiliata alla FIFA dal 1950 e alla CONCACAF dal 1968, essa è responsabile della gestione del campionato di calcio e della nazionale di calcio dello stato centroamericano.